# VELO Sports Center
El VELO Sports Center  (llamado anteriormente ADT Event Center) es un velódromo localizado en la localidad californiana de Carson. Con una superficie de 9290 m², es el velódromo bajo techo más grande de Estados Unidos. Está ubicado en las instalaciones del complejo Dignity Health Sports Park. Tiene una pista de madera de 250 m.
Fue diseñado por la firma Rossetti Architects y su pista fue construida por la firma alemana Schürmann Architekten. Actualmente es operado por la empresa Anschutz Entertainment Group. Fue la sede del Campeonato Mundial de Ciclismo en Pista de 2005.